# بال‌بسته گرمسیری
بال‌بسته گرمسیری (نام علمی: Cordulephya) نام یک سرده از خانواده دم‌ببریان است.